# 控制棒

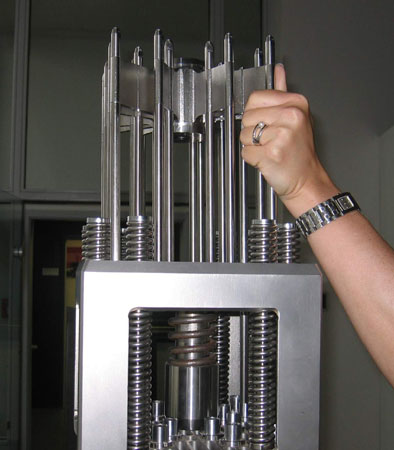
压水堆控制棒

控制棒（Control rod）是核反应堆中用于控制核裂变速率的设备，压水堆的控制棒使用银-铟-镉合金等可以吸收中子的材料制成。控制棒的设计必须和反应堆类型相适应，例如在压水堆和石墨堆中需要使用能吸收热中子的材料，在快速增殖堆中要使用吸收快速中子的材料。

## 工作原理
在链式反应中，由于每次核裂变释放出的中子数量大于一个，因此若对链式反应不加以控制，同时发生的核裂变量目将在极短时间内以几何级数形式增长。若聚集在一起的重核原子足够多，将会瞬间释放大量的能量。如果不加以控制，反应堆可能会发生反应堆熔毁的事故。反应堆中有专门的设备收放控制棒，控制棒在一定情况下可以手动收放。控制控制棒与反应棒之间的相对距离，即控制棒的吸收面积，可以控制反应堆的反应速率。

## 材料选择
组成控制棒的化學元素需要有足够高的中子俘获截面，例如银、铟和镉，其他候選元素包括硼、钴、铪、钐、铕、钆、铽、鏑、钬、鉺、铥、鐿和镥，或其合金及化合物，例如：高硼钢、银铟镉合金、碳化硼、二硼化锆、二硼化钛、二硼化铪、硝酸釓、钛酸钆、钛酸镝和碳化硼-六硼化銪複合物。
影响材料的选择的因素有反应堆中的中子能量，和所需的机械性能和使用寿命。这些中子吸收材料可以以颗粒或粉末填充在不锈钢管中。在中子辐射可能导致控制棒的变形，导致其过早更换。裂变产生的放射性同位素也影响控制棒的寿命。
银铟镉合金一般由80％银，15％铟和5％镉组成，是一种常见的压水堆控制棒,由于可以吸收不同能量的中子，这种合金具有优秀的中子吸收能力，具有良好的机械强度，可以被很容易地制造，但必须采用不锈钢外壳，以防止热水腐蚀。
硼是另一种良好的中子吸收剂，相比于11B，10B更常用于控制棒中。硼的中子吸收谱很广，利于对中子的吸收，但是硼单质的机械性能不好，高硼钢铁和碳化硼更常见于控制棒的制造。
铪可以很好地减速和冷却中子。它具有优良的机械强度，可以被很容易制造，而且耐热水腐蚀。铪可与少量其他元素组成合金，如锡和氧可提高拉伸强度和蠕变强度，铁、铬和铌可提高耐腐蚀性，钼可以提高耐磨性、硬度。美国海军所拥有反应堆使用铪，但其高成本限制其在民用反应堆使用。
钛酸镝是一种目前正在进行实验新材料。钛酸镝与银铟镉合金相比有更高的熔点，更容易生产，不产生放射性废物，不易与包覆材料反应，不膨胀。这种材料由俄罗斯发展，主要用于为一些石墨堆和压水堆。
二硼化鉿也具有相同的優點。它可以單獨用於控制棒中，也可以和鉿及碳化硼粉末混合燒結後使用。

## 附加的反应调控手段
和慢化剂不同，控制棒是用于吸收中子的。紧急情况下（如散热系统异常）完全插入控制棒可以大量吸收中子而使反应堆停止工作。但在压水堆中，可以通过在冷却剂中添加硼酸来吸收中子。

## 安全性
切尔诺贝利核事故的一个官方解释中就提及事故是由于控制棒被抽出而造成反应速率过大造成。